# Улица Ивана Франко (Львов)
У́лица Ива́на Франко́ (укр. вулиця Івана Франка) — одна из магистральных улиц Львова (Украина), начинается в центральной части города от Соборной площади и заканчивается в районе Новый Львов пересечением с улицей Панаса Мирного. Общая длина около 3 километров. Застройка улицы включает венский классицизм, модерн, польский и советский конструктивизм, а также виллы австрийского, польского и современного периодов. Ходят маршруты № 1, 1а, 4, 5, 9. От пересечения нынешних Парковой и Ярославенко до начала 1970-х курсировал трамвайный маршрут № 10.
До 1870-х гг. на пересечении улиц Стрыйской и Святой Софии находилась Стрыйская рогатка, за которой начинались редкие усадьбы, «пустошь, непроходимое переплетение обрывов, оврагов, глиняных горбов». На горе ещё с начала XVІІ ст. высился костёл Святой Софии, основанный львовской мещанкой Софией Ганель. Эта окраина Львова получила мощное развитие в связи с проведением Галицкой краевой выставки в 1894 г. Улица Святой Софии интенсивно застраивалась доходными домами и виллами в 1890—1910 гг.
К открытию краевой выставки 1894 года по улице проложили одну из первых во Львове линий электрического трамвая. 

## Названия
В современном виде возникла в 1950 году, когда объединила четыре улицы и одну площадь и получила нынешнее название в честь украинского писателя Ивана Франко.

### Первая часть
От Соборной площади до начала улицы Зелёной:
- 1827—1871 Збожова (Гетрейдегассе),
- 1871—1929 — Панская,
- с 1929 — Пилсудского в честь польского военного и политического деятеля Юзефа Пилсудского,
- в 1940-х — Красноармейская.

### Вторая часть
Между Зелёной и Стрыйской:
- 1768—1886 — Стрыйская,
- 1886—1941 — Зибликевича в честь польского государственного деятеля  Николая Зибликевича,
- 1941—1944 — Фихтенштрассе,
- 1944—1950 — Чернышевского, в честь русского писателя.

### Площадь

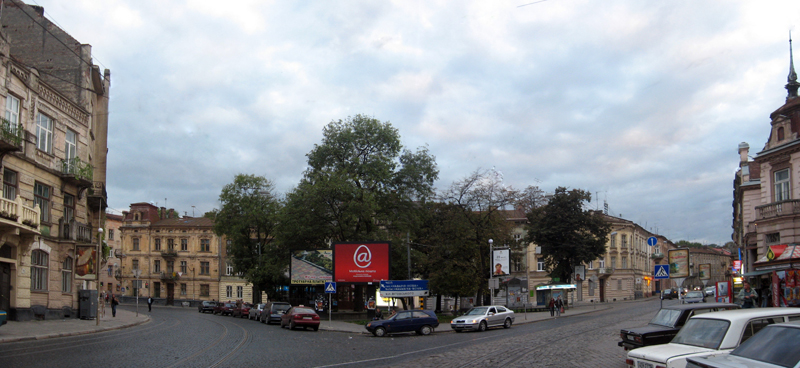
Площадь Ивана Франко

Небольшой участок между нынешними улицами Менделеева, Коцюбинского, Стрыйской и Руставели в 1938 году получил название площади Пруса (плац Пруса) в честь польского писателя Болеслава Пруса. При немецкой оккупации площадь носила название Горлицерпляц, при СССР её условно называли площадью Ивана Франко, но собственных почтовых адресов на площади не было.

### Третья часть

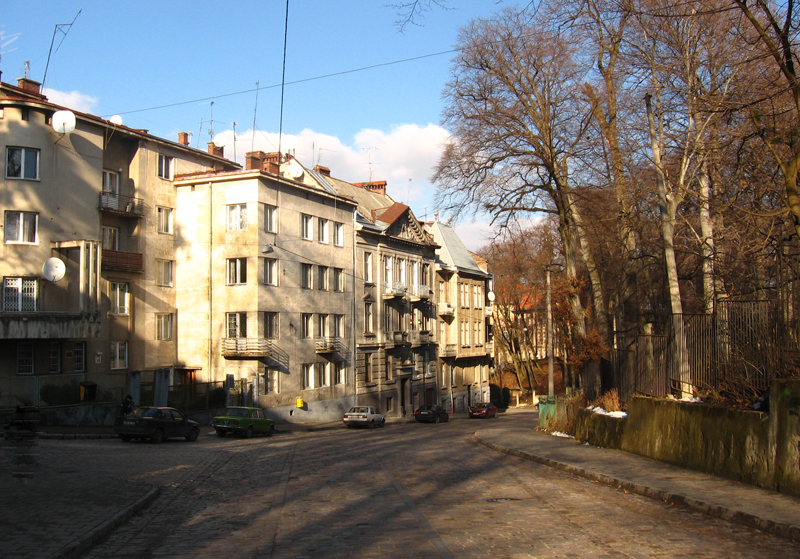
Верхняя часть улицы Франко

Между нынешними улицами Стрыйской и Ярославенко:
- 1871 — улица Святой Софии,
- Во второй половине 1940-х — Тимирязева, в честь русского учёного.

### Четвёртая часть
Между нынешними улицами Ярославенко и Панаса Мирного:
- С 1885—1940 — улица Понинского.
- В 1940—1941 получила название улицы Ивана Франко, поскольку здесь писатель прожил с 1902 по 1916 годы.
- В 1941—1944, при немецкой оккупации трижды меняла название: Понинского, Франкиштрассе и Лейтенштрассе.
- С 1944 — вновь улица Ивана Франко.

## Примечательные здания

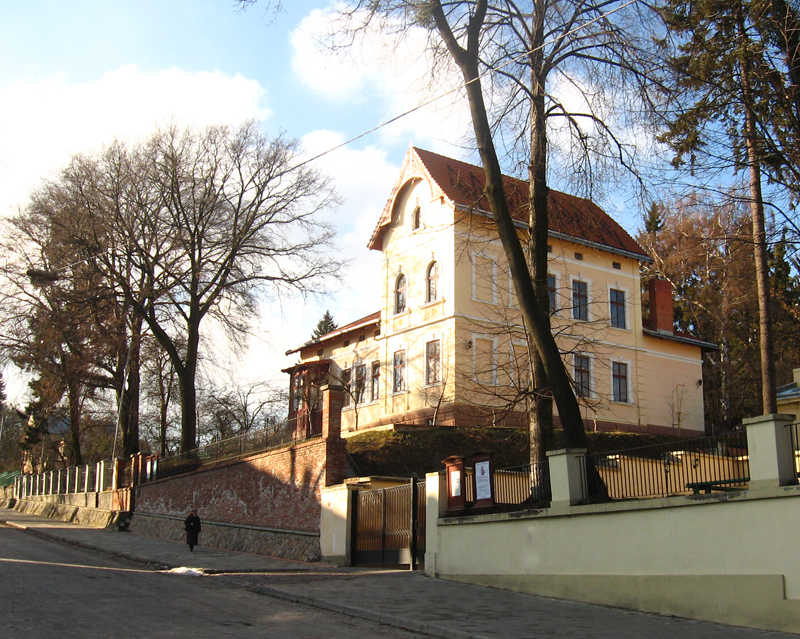
Вилла писателя Ивана Франко

- № 23 С 1970-х годов салон красоты «Чаровница» (среди львовян принято называть это заведение «Чародейка»). На этом месте (в то время № 25) в послевоенные годы была филармония и кинотеатр «Летний-2» на тысячу мест, который одновременно служил также залом филармонии.
- № 25 при Польше здание Государственного полеводческого банка, с советского времени — областной военкомат.
- № 28 при Польши занимала частная гимназия № 4.
- № 33 в 1950-х здесь находился Клуб энергетиков.
- № 37 — жилой дом, в котором жили поэт и общественный деятель Пётр Карманский (1942—1956) и психолог и физиолог Яким Ярема (1943—1964), в честь которых установлены мемориальные таблички.
- № 56 церковь Непорочного Зачатия Пречистой Девы Марии и монастырь ордена редемптористов.
- № 68 в 1950-х занимало общежитие торгово-экономического института, позже здесь разместился юридический факультет Львовской коммерческой академии.
- № 108 при Польше школа Святой Софии, при СССР — Детская турбаза облоно, в июле 2006 здание было снесено и на его месте построено новое здание Генерального консульства Республики Польша.
- № 110 нынешнее здание Генерального консульства Республики Польша.
- № 119 при Польше приют для слепых (архитектор Людвик Балдвин-Рамулт), основанный графом Чарторыйским; с советского времени — спецшкола-интернат для слепых детей № 100.
- № 121а Костёл Святой Софии
- № 129 — в 1939—1941 годах жил галицкий писатель-коммунист Александр Гаврилюк, в честь которого была установлена мемориальная доска.
- № 133 с советского времени Областной детский экологически-натуралистический центр.
- № 150 вилла Уверы, в 1944 году — управление контрразведки «СМЕРШ» Первого Украинского фронта, с советского времени — часть музея Ивана Франко.
- № 152 вилла украинского писателя Ивана Франко (построена в 1902 году), с советского времени (1940) — музей Ивана Франко.
- № 154 вилла украинского историка Михаила Грушевского, с 1990-х музей Михаила Грушевского.
- № 156 — вилла, перестроенная в 1926 г. по проекту Александра Остена. Перед этим домом 9 февраля 1944 г. советский разведчик Николай Кузнецов, одетый в униформу немецкого офицера, застрелил вице-губернатора дистрикта Галиция Бауэра и его секретаря Шнайдера. С 1950-х администрация Львовской детской железной дороги.
- № 157 Здание начала 1950-х, дом культуры «Львовэнерго», позже завода «Львовприбор», ныне ЗАГС — Отдел регистрации актов гражданского состояния Львовского облуправления юстиции.

## Памятники
- В небольшом сквере между домами № 106 и 108 в 1996 году был установлен камерный памятник известному украинскому художнику Ивану Трушу. С 1962 до 1993 на перекрестке с нынешней улицей Свенцицкого стоял памятник советскому разведчику Николаю Кузнецову. В 1993 году националистическое большинство городского совета поставило вопрос о демонтаже памятника, и памятник вывезли на родину Кузнецова в Свердловскую область.